# Kazuya Yoshioka
Kazuya Yoshioka (jap. 吉岡 和也, Yoshioka Kazuya; * 9. September 1978 in Otaru, Hokkaidō) ist ein japanischer Skispringer. Er ist bei Tsuchiya Holdings beschäftigt und lebt in Otaru.

## Werdegang
Yoshioka gewann mit der japanischen Juniorenmannschaft 1995 hinter Deutschland und Österreich die Bronzemedaille bei den Juniorenweltmeisterschaften im schwedischen Gällivare. Im gleichen Jahr hatte er in seiner Heimat in Sapporo seinen ersten Einsatz in einem Weltcup-Wettbewerb. Mit Platz 18 konnte er seine ersten Weltcup-Punkte sammeln. Nachdem er zwei Jahre später mit Platz 14 dieses Ergebnis noch einmal verbessern konnte, wurde er ein fester Bestandteil des japanischen Weltcup-Teams.
1998 konnte Yoshioka mehrere Top-Ten-Platzierungen verzeichnen und belegte bei der Vierschanzentournee den neunten Gesamtrang. Dieses Ergebnis konnte er in seiner erfolgreichsten Saison 1998 verbessern und belegte den sechsten Gesamtrang. Im Gesamtweltcup wurde er Dreizehnter. Diese guten Resultate konnte er die nächsten Jahre nur noch selten wiederholten. Einzig 2001 konnte er zwei Top-Ten-Resultate erspringen. Im amerikanischen Park City feierte er seinen ersten und auch einzigen Podiumsplatz. Beim Sieg von Adam Małysz belegte er den dritten Rang, der ihm einen Platz in der japanischen Mannschaft bei den Nordischen Skiweltmeisterschaften 2001 sicherte. Von der Normalschanze konnte er den 19. Platz belegen und verfehlte mit dem Team mit Platz vier knapp eine Medaille.
In den darauf folgenden Jahren wurden seine Resultate immer schlechter. 2002 konnte er sich nur noch mühevoll für den zweiten Durchgang qualifizieren, so dass er seit 2003 nicht mehr Mitglied der japanischen Weltcup-Mannschaft ist. So startete Yoshioka in den letzten Jahren im Continental Cup bzw. beim FIS-Cup.
Bei den Winter-Asienspielen 2011 in Almaty, deren Sprungwettbewerbe auf den neuerbauten Schanzen des Gorney-Gigant-Komplexes ausgetragen wurden, gewann Yoshioka hinter dem Kasachen Jewgeni Ljowkin die Silbermedaille von der Normalschanze. Von der Großschanze und mit der Mannschaft konnte er sich den Titel sichern und gewann jeweils Gold.
Im März 2015 bestritt Yoshioka sein letztes internationales Springen in Sapporo.

## Erfolge

### Weltcup-Platzierungen
| Saison  | Platz | Punkte |
| ------- | ----- | ------ |
| 1994/95 | 76.   | 013    |
| 1996/97 | 51.   | 059    |
| 1997/98 | 24.   | 238    |
| 1998/99 | 13.   | 497    |
| 1999/00 | 61.   | 020    |
| 2000/01 | 20.   | 237    |
| 2001/02 | 41.   | 045    |
| 2004/05 | 77.   | 008    |
| 2005/06 | 49.   | 029    |
| 2009/10 | 73.   | 009    |
| 2010/11 | 67.   | 006    |

### Grand-Prix-Platzierungen
| Saison | Platz | Punkte |
| ------ | ----- | ------ |
| 1999   | 23.   | 039    |
| 2000   | 53.   | 005    |
| 2001   | 34.   | 041    |
| 2006   | 71.   | 005    |
| 2010   | 42.   | 029    |

### Continental-Cup-Platzierungen
| Saison  | Platz | Punkte |
| ------- | ----- | ------ |
| 1994/95 | 127.  | 024    |
| 1995/96 | 067.  | 140    |
| 1996/97 | 056.  | 195    |
| 1997/98 | 117.  | 081    |
| 1999/00 | 024.  | 359    |
| 2002/03 | 126.  | 032    |
| 2004/05 | 020.  | 370    |
| 2005/06 | 065.  | 072    |
| 2006/07 | 078.  | 046    |
| 2007/08 | 107.  | 025    |
| 2008/09 | 054.  | 113    |
| 2009/10 | 080.  | 047    |
| 2010/11 | 092.  | 028    |